# Frederik Poulsen
Poul Frederik Sigfred Poulsen, född den 7 mars 1876 på Dalsgård vid Grenå, död den 8 november 1950 i Hellerup, var en dansk arkeolog och författare.

## Biografi
Poulsen avlade 1899 skolämbetsexamen, studerade i Tyskland och Grekland och blev filosofie doktor 1904 på avhandlingen Dipylongravene og Dipylonvaserne. Han blev 1910 assistent och 1915 inspektör vid Ny Carlsberg Glyptoteks antikavdelning och var Glyptotekets direktör 1926–1943. 
Poulsen skrev bland annat Der Orient und die frühgriechische Kunst (1912), Oraklet i Delfi (1919), Ikonographische Miscellen (1921), Etruscan tomb paintings (1922), Greek and roman portraits in English country houses (1923), en rad populärvetenskapliga arbeten (Den græske kunst 1905, Urtidens Kunst 1923, Egyptens Kunst 1924, Kristusbilledet 1911, Den dekorative Stilkunsts Historie 1913, Møbelkunstens Historie 1919, Fra Europas Foraar 1921) samt estetiska böcker och reseskildringar (Mors Dreng 1900, Race 1901, Fra Latinerkvarteret 1903, Under hellenisk Himmel 1908, Rejser og Rids 1921, Folkesind i Syd og Nord samma år, Et Midas-døgn gik over landet 1923). 
Poulsen var ledamot av Videnskabernes Selskab (1920),  av Kungliga Vetenskaps-Societeten i Uppsala, av Kungliga Vetenskaps- och Vitterhetssamhället i Göteborg, av Kungliga Vitterhets Historie och Antikvitets Akademien i Stockholm och av Det Norske Videnskaps-Akademi i Oslo. Han erhöll Holbergmedaljen 1942.

## Utmärkelser
- Riddare av Dannebrogorden,  1927[1]
- Dannebrogsmännens hederstecken,  1935[1]
- Kommendör av Dannebrogorden,  1943[1]
- Hedersdoktor vid Universitetet i Bordeaux,  1947[7]

[Redigera Wikidata]